# Jacques Voigtländer
Jacques Voigtländer (* 4. April 1948 in Uelzen) ist ein deutscher Politiker (SPD). Von 1994 bis 2008 war er Landtagsabgeordneter in Niedersachsen.
Nach der mittleren Reife absolvierte Voigtländer eine Ausbildung zum Industriekaufmann. Anschließend studierte er an der Hamburger Universität für Wirtschaft und Politik und der TU Braunschweig und war bis 1994 an der Berufsbildenden Schule Uelzen als Lehrer tätig. Von 1987 bis 1998 war er SPD-Ortsvereinsvorsitzender in Uelzen, darüber hinaus seit 1991 auch Ratsherr der Stadt.
Von 1994 bis 2008 war er Mitglied des Niedersächsischen Landtages, von 1996 bis 2016 Kreistagsabgeordneter im Landkreis Uelzen, zuletzt als Vorsitzender der SPD-Kreistagsfraktion. Ende der 1990er Jahre setzte er sich für den Bau des Hundertwasser-Bahnhofs ein.
2024 wurde Voigtländer mit dem Bundesverdienstkreuz am Bande ausgezeichnet.